# British Basketball League 1987-1988
British Basketball League 1987-1988. La stagione regolare si concluse con i Portsmouth al primo posto. Nei play off s'imposero i Murray Livingston che vinsero il campionato.

## Classifica finale[1]
| Squadra                      | Pt | G  | V  | P  | % |
| ---------------------------- | -- | -- | -- | -- | - |
| 1. Portsmouth                | 52 | 28 | 26 | 2  | - |
| 2. Kingston Kings            | 48 | 28 | 24 | 4  | - |
| 3. Livingston BT             | 44 | 28 | 22 | 6  | - |
| 4. Manchester United         | 42 | 28 | 21 | 7  | - |
| 5. Calderdale Explorers      | 40 | 28 | 20 | 8  | - |
| 6. Bracknell Pirates         | 34 | 28 | 17 | 11 | - |
| 7. Birmingham Bullets        | 28 | 28 | 14 | 14 | - |
| 8. Solent Stars              | 28 | 28 | 14 | 14 | - |
| 9. Leicester Riders          | 28 | 28 | 14 | 14 | - |
| 10. Bolton & Bury Giants     | 24 | 28 | 12 | 16 | - |
| 11. Hemel and Watford Royals | 18 | 28 | 9  | 19 | - |
| 12. Sunderland Saints        | 16 | 28 | 8  | 20 | - |
| 13. Derby Rams               | 8  | 28 | 4  | 24 | - |
| 14. Oldham Celtics           | 6  | 28 | 3  | 25 | - |
| 15. Crystal Palace           | 6  | 28 | 2  | 26 | - |

## Verdetti
- Campione del Regno Unito:   Livingston Basketball Team (1º titolo)